# ホビイストたちへの公開状

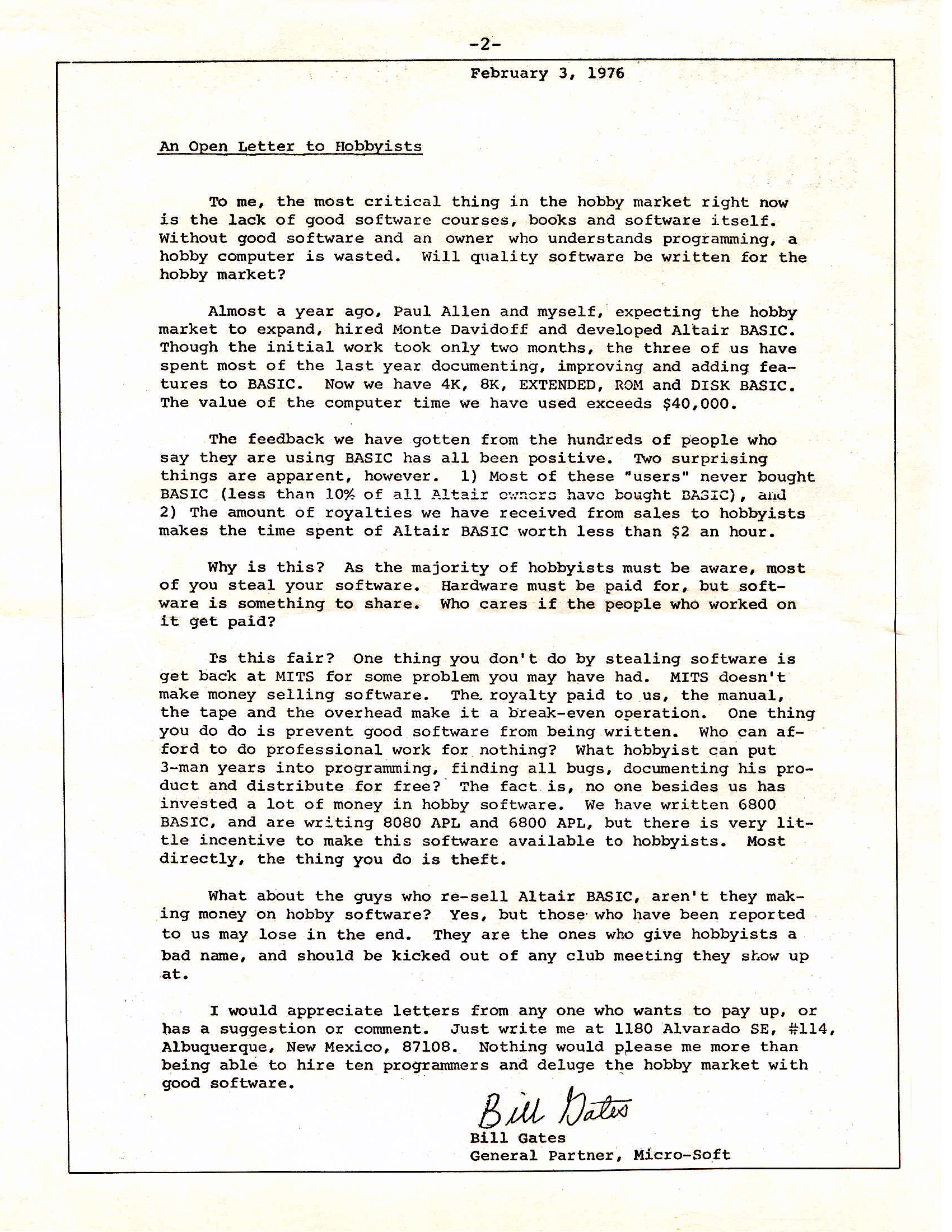
ホームブリュー・コンピュータ・クラブの会報に掲載された「ホビイストたちへの公開状」

「ホビイストたちへの公開状」（ホビイストへたちのこうかいじょう、英語: An Open Letter to Hobbyists）は、マイクロソフト共同設立者のビル・ゲイツが1976年に初期のパーソナルコンピュータのホビイストたちに向けて書いた公開状である。
公開状の中でゲイツは、ほとんどのホビイストが、自分の会社のAltair BASICを、正当な対価を払わずに使用していることに対して不満を表明している。彼は、このような広範な不正コピーが事実上、高品質のソフトウェアを作るために時間とお金を投資する開発者の意欲を削いでいると主張している。彼は、ソフトウェア作者が開発のために投じた時間、努力、資本に見合う負担もせずに、ソフトウェアを利用する利益だけを得ることの不公平さについて言及した。

## Altair BASIC
1974年12月、ハーバード大学の学生だったビル・ゲイツとボストンのハネウェル社に勤務していたポール・アレンは、『ポピュラーエレクトロニクス』誌1975年1月号に掲載されたAltair 8800を目にした。彼らはシアトルのレイクサイド・スクール在学中からBASICのプログラムを書いており、AltairがBASICのインタプリタを実行するのに十分なパワーを持っていることを見抜いた。彼らはAltairにBASICを提供する最初の企業になりたいと考えていた。彼らが以前にトラフォデータの名前で作成していたIntel 8008ベースのソフトウェア開発ツールにより、彼らが先陣を切ることが可能となった。
1975年3月初旬までに、ポール・アレン、ビル・ゲイツ、モンティ・ダビドフの3人は、ハーバード大学のPDP-10上のAltairのエミュレータで動作するBASICインタプリタを作成していた。アレンとゲイツはMITS社のエド・ロバーツに連絡を取っており、1975年3月にアレンはニューメキシコ州アルバカーキのMITS社へ行き、実機でソフトウェアをテストした。アレンとロバーツは、ソフトウェアがちゃんと動いたことに驚いた。
MITS社は、アレンとゲイツからソフトウェアのライセンスを受けることに合意した。アレンはハネウェルを辞め、年俸3万ドルでMITS社の副社長兼ソフトウェア・ディレクターに就任した。ビル・ゲイツは当時まだハーバード大学の学生で、MITS社の請負作業者に過ぎなかった。1975年10月の社内報には、ゲイツの肩書きは「ソフトウェアスペシャリスト」と記載されている。1975年7月22日、MITS社はアレンとゲイツとの契約に署名した。彼らは署名時に3000ドルを受け取り、BASICの各コピーが1つ売れるごとに、4K版は30ドル、8K版は35ドル、拡張版は60ドルのロイヤルティーが支払われた。ロイヤルティの支払いの上限は18万ドルだった。MITS社は、このプログラムの10年間の世界的な独占ライセンスを受けた。MITS社は、アルバカーキ学区が所有するPDP-10の使用時間を、BASICの開発のために提供した。
MITS社のニュースレター『コンピュータ・ノーツ』の1975年4月号には、「Altair BASIC - Up and Running」という記事が掲載されていた。Altair 8800の販売価格は、MITS社にとっては損益分岐点だった。利益を上げるためには、追加のメモリボード、I/Oボードなどのオプション品を販売する必要があった。BASICの単体での価格は500ドルだったが、2枚の4KメモリボードとI/Oボードと一緒に購入した場合、8K BASICで75ドルまで値下げされた。
MITSはキャンピングカーを購入して「MITSモバイル号」と名付け、Altair製品を搭載して全米を巡回し、Altair 8800とAltair BASICをフィーチャーしたセミナーを各地で開催した。
ホームブリュー・コンピュータ・クラブは、カリフォルニア州パロアルトの初期のコンピュータ・ホビイストのクラブだった。1975年3月の最初の会合では、スティーブ・ダンピエが、アルバカーキのMITS社を訪問して、自分が注文したAltairを持ち帰ったときのことを語った。1975年4月16日のクラブの会合では、ダンピエが短いプログラムを入力すると、Altairのそばに置いたAMラジオから『フール・オン・ザ・ヒル』のメロディが鳴った。『コンピュータ・ノーツ』1975年7月号では、ビル・ゲイツがこれを「私が見たAltairのデモプログラムの中で最高のもの」と評している。しかし、ゲイツは、どうやってAltairからAMラジオに放送できたのかを理解することができなかった（それは、プログラムのタイミングループによって制御された電波の干渉か静電気によるものだった）。

## 「泥棒」と「寄生虫」
ホームブリュー・コンピュータ・クラブの1975年6月の会報には、編集者のフレッド・ムーアが書いた次の記事が掲載された。
6月5日・6日、パロアルトのリッキーズ・ハイアット・ハウスにMITSモバイル号がやって来た。会場には150人以上のアマチュアや実験家が詰めかけ、この新しい電子玩具のことを知りたがっていた。

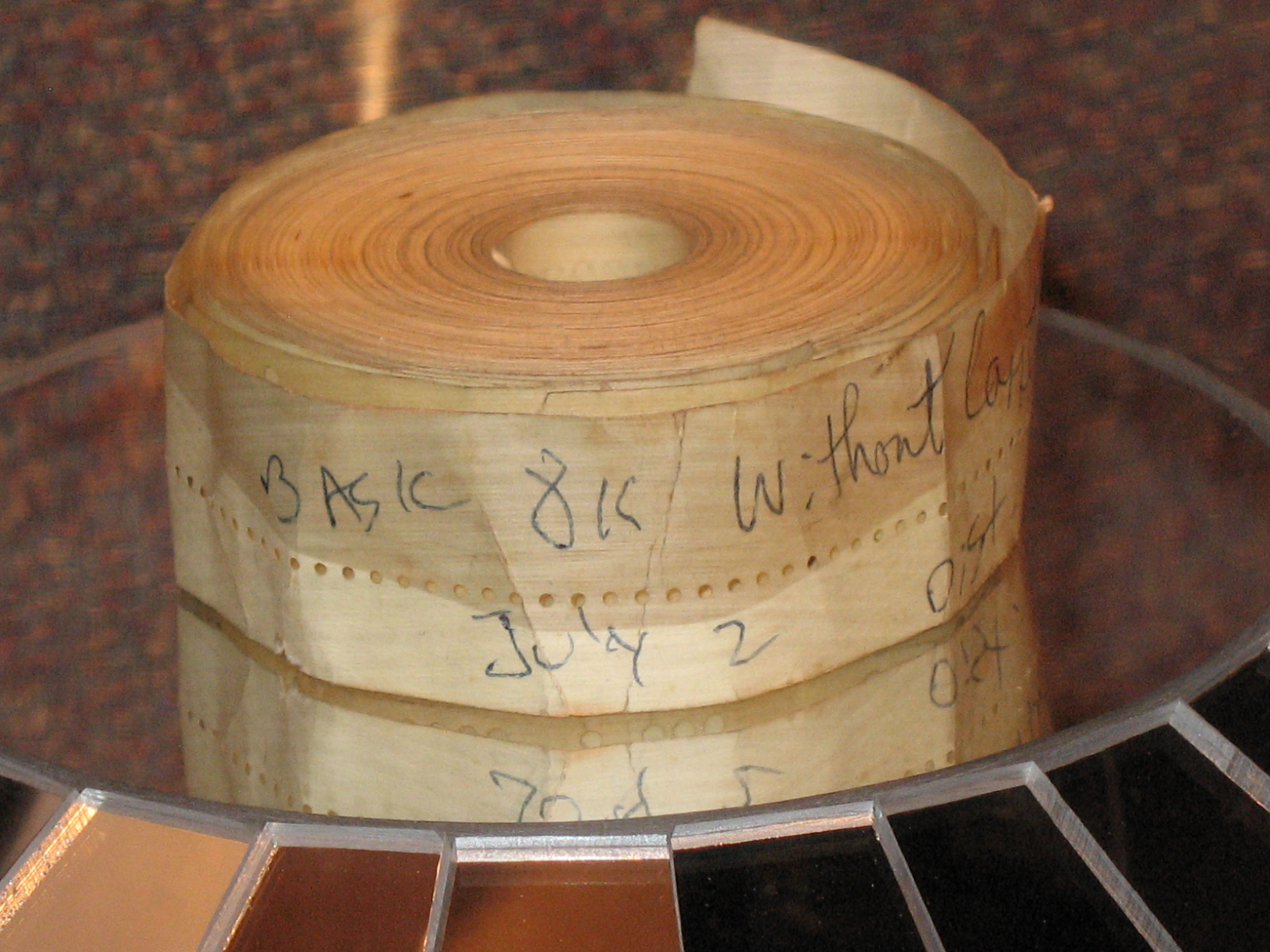
Altair 8K BASICが記録された紙テープ

このセミナーにMITS社社員が持って来ていたAltair BASICのプレリリース版が記録された紙テープが、セミナー終了時には消えていた。実は、セミナーに参加したスティーブ・ダンピエがこの紙テープを手に入れていた。彼は、高速テープパンチ装置を使用できるダン・ソコルに紙テープを渡した。次のホームブリュー・コンピュータ・クラブの会合には、それをコピーした紙テープ50部が段ボール箱に入れられて持ち込まれ、参加者に配布された。
MITS社は、MITS 4K DRAMボードを2つとシリアルインターフェイスボード、Altair BASICを搭載したAltairを995ドルで販売した。しかし、264ドルのMITS RAMボードは、一部の部品や設計上の問題があったため、信頼性に欠けていた。ホームブリュー・コンピュータ・クラブのメンバーのボブ・マーシュは、Altair 8800とプラグイン互換性のある4K SRAMを設計し、255ドルで販売した。彼の会社・プロセッサ・テクノロジー社は、最も成功したAltair互換ボードサプライヤーの1つとなった。多くのAltair 8800の所有者は、MITS社の高額なバンドルパッケージは買わずに本体だけ購入し、メモリボードはサードパーティのサプライヤーから購入し、Altair BASICは他の人から「借りた」コピーを使用していた。
エド・ロバーツは、『コンピュータ・ノーツ』1975年10月号で、4K DRAMボードの問題を認めた。メモリボードの価格は264ドルから195ドルに値下げされ、既存の購入者には50ドルを払い戻した。8K Altair BASICの単体の価格は200ドルに値下げされた。ロバーツは、MITS社がBASICを無償で提供してほしいという顧客の要望を断った。ロバーツは、MITS社が「18万ドルのロイヤルティをマイクロソフトと契約している」と書いた。また、「MITS BASICの盗まれたコピーを使っている人は、自分は泥棒だと名乗るべきだ」とも書いている。サードパーティのハードウェアサプライヤーに対しては、「最近、寄生虫企業が続々と登場している」とコメントした。
プロセッサ・テクノロジー社のSRAMボードは、MITS社のDRAMボードよりも多くの電流を流し、2～3枚ボードを刺すとAltair 8800の電源に負担をかけることになった。ハワード・フルマーはアップグレードした電源装置の販売を開始し、自らの会社を"Parasitic Engineering"（寄生的なエンジニアリング）と名付けた。フルマーは後に、Altair互換ボードの業界標準であるS-100バスの規格策定に貢献した。
翌1976年、IMSAI 8080やプロセッサ・テクノロジー社のSol 20など、多くのAltair互換機が登場した。

## 公開状
マイクロソフトはMITS社が販売したBASICの各コピーに対して30ドルから60ドルのロイヤルティを受け取っていた。1975年の終わりには、MITS社は月に千台のコンピュータを出荷していたが、BASICの出荷数はそれよりも少なく、月に数百件しか売れなかった。追加のソフトウェア開発のために、より多くのリソースが必要だった。MC6800を使用したコンピュータ・MITS 680Bが発売されるため、アレンとゲイツ、そして高校からの友人のリック・ウェイランドが、Intel 8080向けのBASICを6800に移植する作業をしていた。ゲイツは、ホビイストのコミュニティに、ソフトウェア開発のコストを説明しようとした。
『コンピュータ・ノーツ』の編集者のデビッド・バネルは、ゲイツの立場に同情的だった。彼は1975年9月号で「顧客はMITS社のソフトウェアをぼったくりまくっている」と書いている。
今、私はあなたに尋ねます--音楽家には自分のレコードの売り上げの印税を徴収する権利がありますか? 作家には自分の本の売り上げの印税を徴収する権利がありますか? ソフトウェアをコピーする人は、レコードや本をコピーする人と何か違うのでしょうか? 
ゲイツの公開状の趣旨は、バネルが9月号で、ロバーツが10月号で書いたことと同じである。ただし、彼の公開状のトーンは、ホビイストたちは「企業から」ではなく、「ゲイツらソフトウェア開発者から」盗んだのだというものだった。
これはなぜなのでしょう? ホビイストの大半は気付いているはずですが、ほとんどの人がソフトウェアを盗用しています。ハードウェアには必ずお金を払うのに、ソフトウェアは共有するものだとしています。ソフトウェアに取り組んだ人が報酬を貰えるかどうかなど、どうでもいいというわけです。
この公開状の主要なターゲットの一つはホームブリュー・コンピュータ・クラブであり、同クラブ宛に公開状が送られ、クラブの会報に掲載された。また、『コンピュータ・ノーツ』にも掲載された。公開状が注目されるようにするために、バネルは、全米の主要なコンピュータ関連の出版社に特別配達郵便で公開状を送った。
公開状の中では、ゲイツが8080や6800用にプログラミング言語APLを製作していることにも触れられている。APLは、1970年代に一部の計算機科学者の間で流行した。この言語は各種の特殊な記号を使用しており、入力や表示には特別な端末を必要とした。ほとんどのホビイスト向けのコンピュータでは、APL用の特殊記号どころか、ラテン文字の小文字さえも表示できなかった。ゲイツはAPLに夢中になっていたが、アレンはこの製品が売れるとは思っていなかった。そのうちにAPLへの関心は薄れ、ソフトウェアは完成しなかった。

## 反応

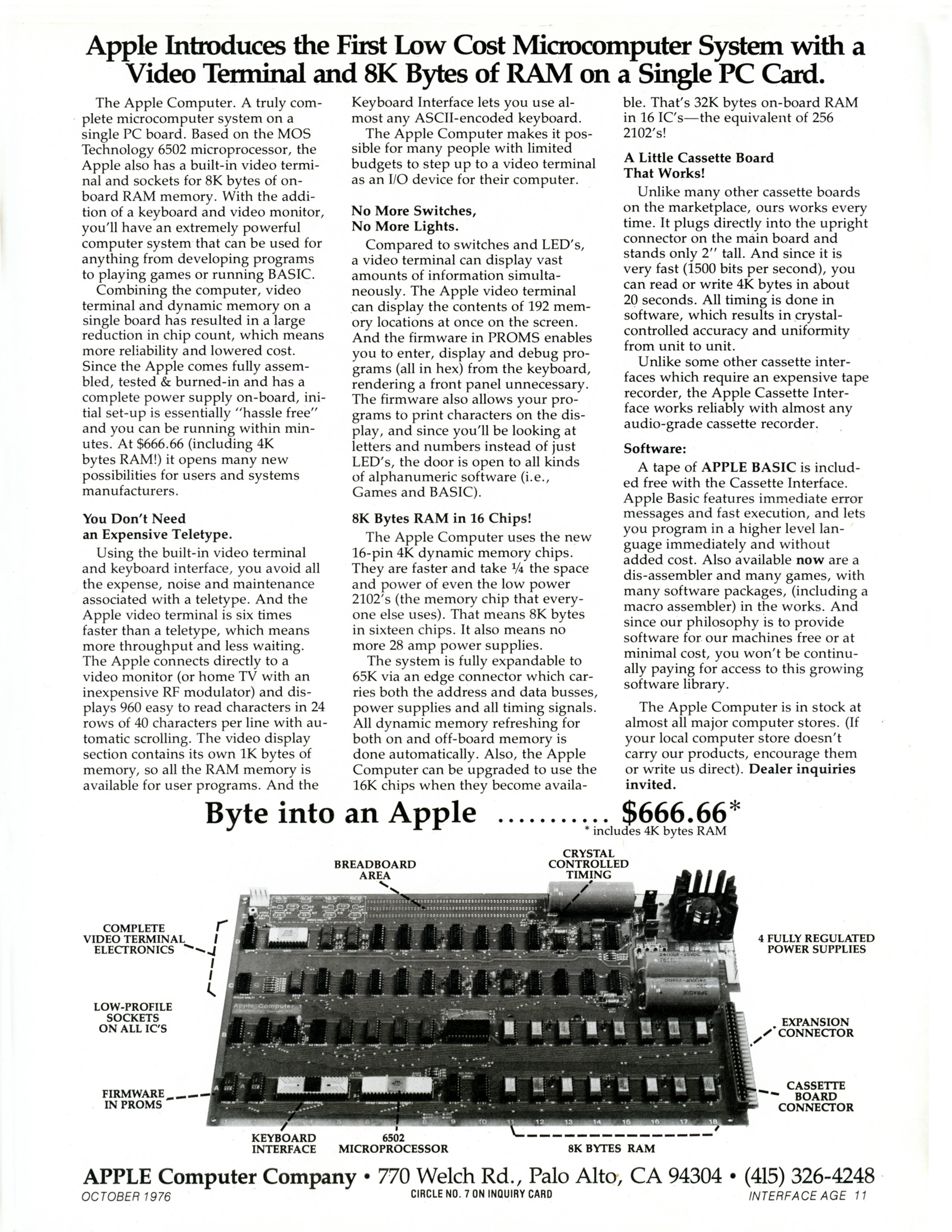
Apple Iの広告。無料または安価でソフトウェアを提供するというアップル社の方針を強調している。

マイクロソフトはすでにロイヤルティの問題に対処していた。6800向けBASICの契約では、非独占ライセンスとし、1部売れるごとにロイヤルティの支払いではなく、31,200ドルの固定価格とした。PET 2001向け、Apple II向け、TRS-80向けなど、その後のBASICの契約も、全て固定価格での契約だった。
1976年初頭のApple Iの広告で、Apple社は、「私たちの哲学は、無料または安価で私たちのマシンのためのソフトウェアを提供することです」「Apple BASICは無料です」という主張をした。
マイクロソフトのソフトウェア開発は、DECのPDP-10上で行われた。ポール・アレンは、新しいマイクロプロセッサシステムを完全にエミュレートできるプログラムを開発していた。これにより、新しいハードウェアが完成する前にソフトウェアを書いてデバッグすることができた。Altair 680が完成する前に6800用のBASICは完成していた。彼らは、時間単位、および使用されたリソース（ストレージ、印刷など）の量によって料金を請求されたが、これがゲイツの公開状で言及されている4万ドルのコンピュータ時間だった。
『Micro-8ニュースレター』のハル・シンガーがMITS社のエド・ロバーツへの公開状を公開した。ハルは、MITS社は395ドルでコンピュータを販売すると宣伝していたが、実際に動くようにするには1000ドル必要だと指摘している。彼は、集団訴訟や連邦取引委員会による虚偽広告の調査が必要だと提案した。ハルはまた、ゲイツが政府から資金提供を受けたハーバード大学のコンピュータでBASICを開発したという噂が流れていることにも言及し、「なぜ顧客は、すでに税金で賄われているソフトウェアにお金を払わなければならないのだろうか?」と述べた。
実際、ビル・ゲイツ、ポール・アレン、モンティ・ダビドフは、当初はハーバード大学コンピュータセンターのPDP-10を使用してAltair BASICを開発していた。このコンピュータシステムは、国防総省・国防高等研究計画局(DARPA)から資金提供を受けていた。ハーバード大学の関係者は、ゲイツらが大学のPDP-10を使って商用製品を開発したことに不満を持っていた。しかし、このDARPAから資金提供を受けたコンピュータはハーバード大学のポリシーの対象外であり、PDP-10はトーマス・チーサム教授が管理していたが、チーサムは学生が個人的に使用しても良いと考えていた。結局、ハーバード大学はコンピュータの使用に制限を設け、ゲイツとアレンはボストンの商用タイムシェアコンピュータを使ってソフトウェアを完成させた。
2008年、ホームブリュー・コンピュータ・クラブのメンバーだったリー・フェルゼンスタインは、ゲイツが公開状で挙げた開発コストの4万ドルという数字について、疑念を持っていたことを思い出した。「コンピュータの使用時間の評価は、究極に出どころのおかしいお金であることは誰もが知っていました。コンピュータの使用時間にそんなに多くのお金を払うことはありませんし、誰か他の人のコンピュータの時間を使っていたことが、研究で明らかになると思います。他の誰かがそのためにお金を払っていたのです。それはポール・アレンが働いていたハネウェル社かもしれません。だから、私たちは皆、これが偽りの議論であることを知っていました。」
フェルゼンスタインによると、ゲイツの公開状は、「金儲けをしようとしている実際の業界と、物事を実現しようとしている我々ホビイストとの間に、溝があることを示した」という。そして、次のように述べた。
業界はホビイストを必要としており、これは最終的に何が起こったかによって説明されました。独自のマイクロプロセッサチップを作ったナショナル セミコンダクターが、77年か78年にBASICが必要だと判断したとき……彼らは「最も人気のあるBASICは何か」と尋ねました。そして答えはMicrosoft BASICでした。それをみんながコピーして、みんなが使っていたからです。つまり、我々がマイクロソフトを標準のBASICにしたのです。ナショナル セミコンダクターはマイクロソフトに行ってライセンスを購入しました。彼らはそのようにしてビジネスを行っていました。これがマーケティング機能であり、ホビイストは、件の会社に完全に反感を持ちながら、マーケティングを行っていたのです。他にもBASICはありましたし、その中にはもっと良いものもあったかもしれません。……（ゲイツの後の成功）は、彼が我々にすべきではないと言ったこと、それをやるのは泥棒だと言ったこと、それを我々がやってしまったからこそ、ある意味では成功したのです。
ホームブリュー・コンピュータ・クラブのメンバーであり、Dr. Dobb's Journalの編集者でもあるジム・ウォーレンは、『ACM プログラム言語ニュースレター』1976年7月号で、成功したTiny BASICプロジェクトについて書いている。このプロジェクトの目標は、マイクロプロセッサベースのコンピュータ用のBASICインタプリタを作成することだった。このプロジェクトは1975年後半に開始されたが、ウォーレンの文章により多くのホビイストが参加するようになった。世界各地のコンピュータ・クラブや個人がすぐに、Intel 8080、MC6800、MOS 6502用のTiny BASICインタプリタを作成した。アセンブリ言語によるソースコードは公開され、ソフトウェアは5ドルや10ドルといった安価で販売された。

## 公開状を掲載した雑誌
- Gates, Bill (January 1976). “An Open Letter To Hobbyists”. Homebrew Computer Club Newsletter (Mountain View, California: Homebrew Computer Club) 2 (1):  2.
- Gates, Bill (February 10, 1976). “An Open Letter To Hobbyists”. Micro-8 Computer User Group Newsletter (Lompoc, California: Cabrillo Computer Center) 2 (2):  1.
- Gates, Bill (February 1976). “An Open Letter To Hobbyists”. Computer Notes (Albuquerque, New Mexico: MITS) 1 (9):  3.  オリジナルのMarch 23, 2012時点におけるアーカイブ。.
- Gates, Bill (March 11, 1976). “An Open Letter to Hobbyists”. Minicomputer News (Boston, Massachusetts: Benwill Publishing).
- Gates, Bill (March–April 1976). “An Open Letter To Hobbyists”. People's Computer Company (Menlo Park, California: People's Computer Company) 4 (5).
- Gates, Bill (May 1976). “Computer Hobbyists”. Radio-Electronics (New York: Gernsback Publications) 47 (5):  14, 16.  オリジナルの2019-01-29時点におけるアーカイブ。 2007年11月26日閲覧。.

この公開状に対するいくつかの回答が公表され、その中にはビル・ゲイツの回答も含まれている。
- Hayes, Mike (February 1976). “Regarding Your Letter of February 3”. Homebrew Computer Club Newsletter (Mountain View, California: Homebrew Computer Club) 2 (2):  2 2007年11月25日閲覧。.
- Singer, Harold L. (March 28, 1976). “An Open Letter to Ed Roberts”. Micro-8 Computer User Group Newsletter (Lompoc, California: Cabrillo Computer Center) 2 (4):  1.
- Gates, Bill (April 1976). “A Second and Final Letter”. Computer Notes (Albuquerque, New Mexico: MITS) 1 (11):  5.  オリジナルのMarch 23, 2012時点におけるアーカイブ。.
- Childs, Art (May 1976). “Interfacial”. SCCS Interface (Los Angeles, California: Southern California Computer Society) 1 (6):  2, 4. Editor Art Childs writes about the letter he received from the "author of Altair Basic" and the resulting controversy on propriety software.
- Wada, Robert (July 1976). “An Opinion on Software Marketing”. BYTE (Peterborough, New Hampshire: BYTE Publications) 1 (11):  90, 91.
- Warren, Jim C. (July 1976). “Correspondence”. SIGPLAN Notices (ACM) 11 (7):  1. Jim Warren, the editor of Dr. Dobb's Journal, describes how the Tiny BASIC project is an alternative to hobbyist "ripping off" software.
- Moores, Calvin (September 1976). “Are you an author?”. BYTE (Peterborough, New Hampshire: BYTE Publications) 1 (13):  18–22. An article on software copyright law that discusses the "Open Letter to Hobbyists".